# 比伯巴赫河
51°24′41.66″N 7°49′50.06″E / 51.4115722°N 7.8305722°E

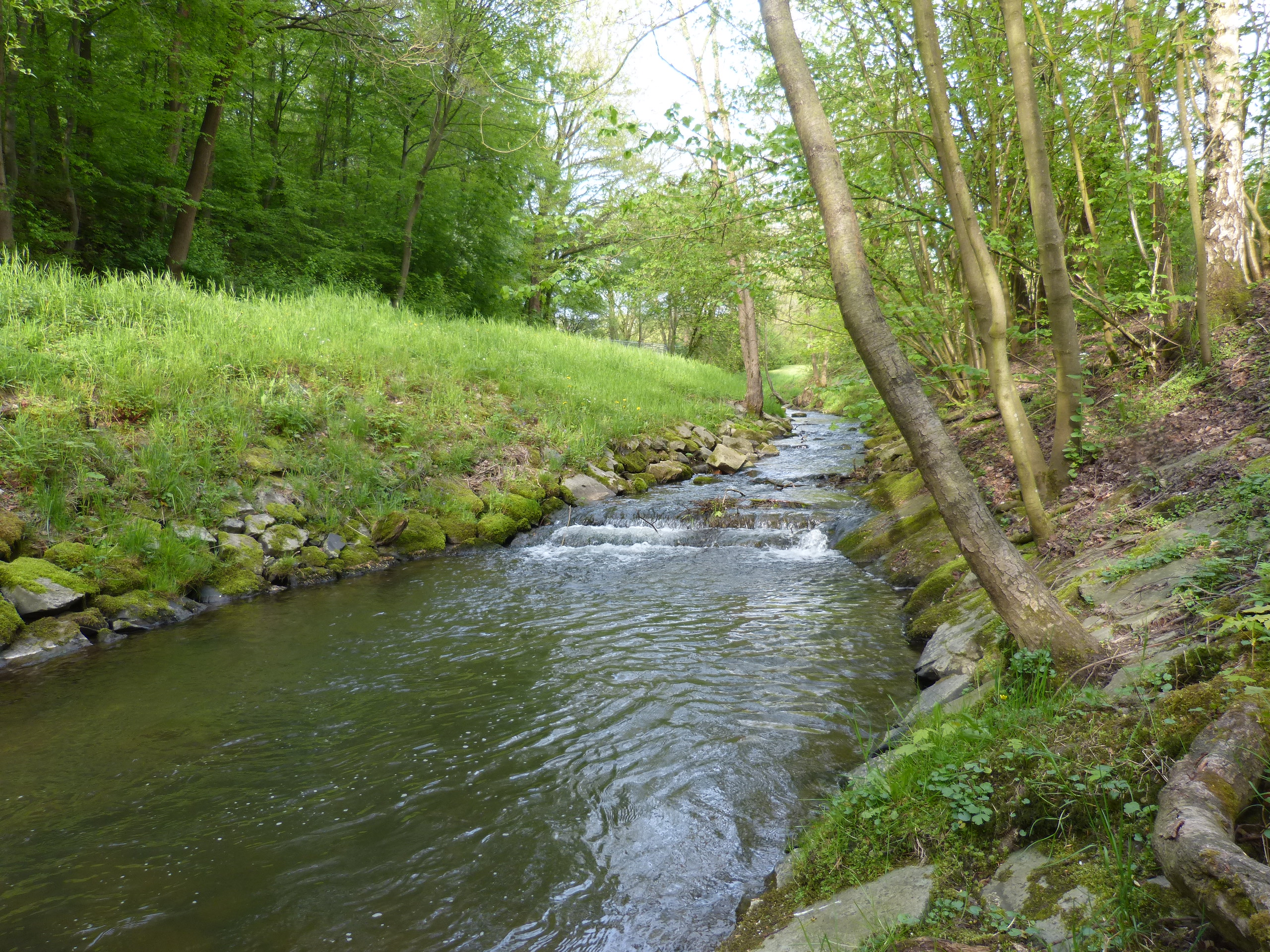
比伯巴赫河

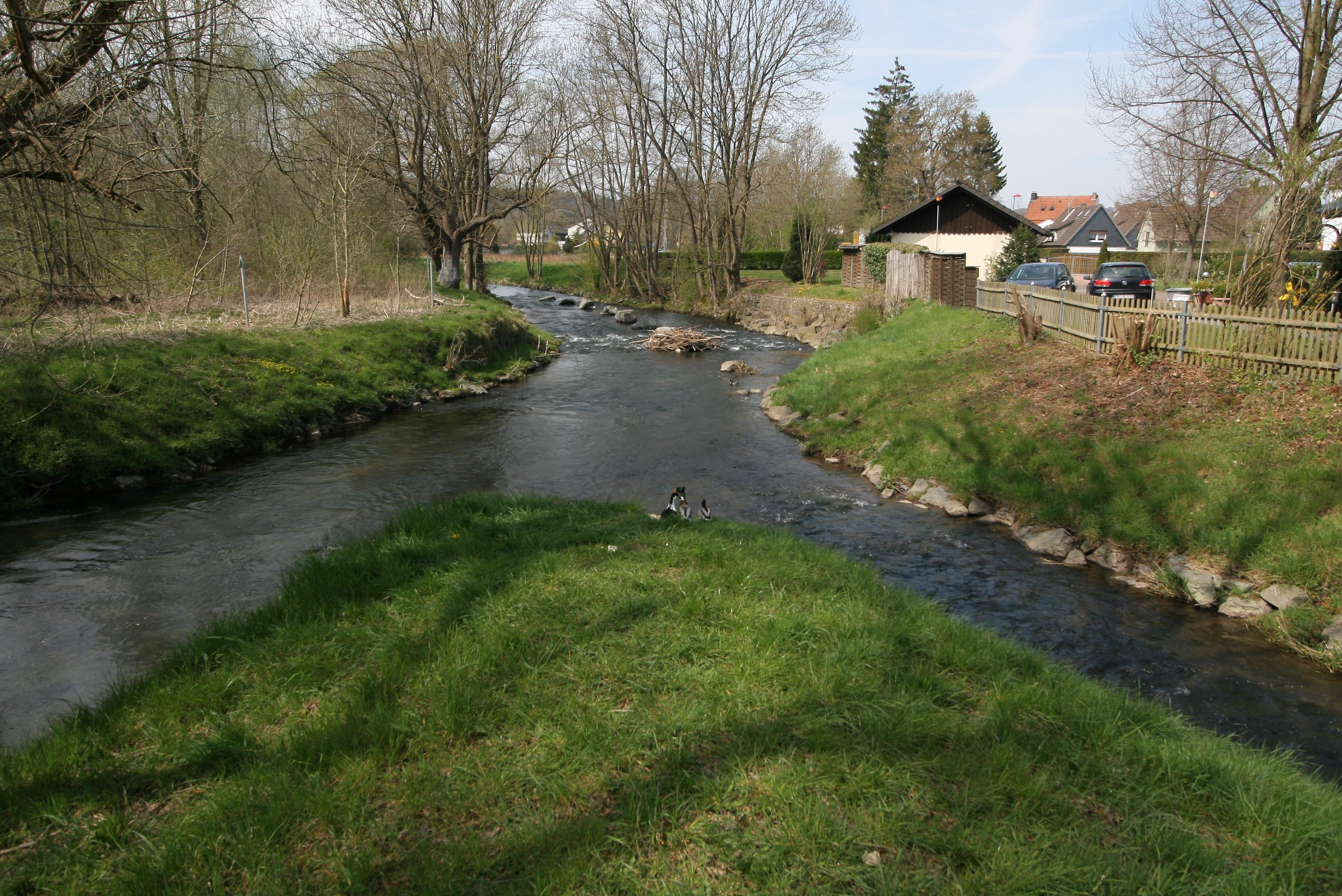
比伯巴赫河

比伯巴赫河（德語：Bieberbach），是德國的河流，位於該國西部，處於北萊茵-威斯特法倫州，屬於亨訥河的右支流，河道全長14.4公里，流域面積31.5平方公里。